# Conselleria de Justícia, Interior i Administració Pública de la Generalitat Valenciana
La Conselleria de Justícia, Interior i Administració Pública fou un departament o conselleria del Consell de la Generalitat Valenciana activa durant diverses etapes o legislatures del País Valencià.
Agrupava les competències dels departaments de Justícia (col·legis professionals, associacions, fundacions, registres i notariat, consultes populars i electorals), Interior (seguretat, situacions d’emergència, extinció d'incendis i gestió de la Policia de la Generalitat) i Administració Pública (funció pública, modernització i gestió de qualitat i inspecció de servicis i administració local).

## Històric de competències
Aquesta agrupació de departaments sota una mateixa conselleria comença a funcionar quan la Generalitat assumeix les funcions de Justícia, traspassades per l'administració general de l'Estat espanyol a partir de 1995 tot i que serà amb la cinquena legislatura (1999) quan es crea la conselleria de Justícia i Administració Pública amb Serafín Castellano com a conseller. Tot i no contindre el mot "Interior", també s'integren les competències associades a la mateixa conselleria. El 2005 es modificarà la denominació de la conselleria per tal d'incorporar "Interior", amb Miquel Peralta al capdavant.
El 2007 es dissol aquesta agrupament. Per una banda la conselleria de Justícia i Administració Pública i per altra la conselleria de Governació que integra les funcions d'Interior. A la següent legislatura (2011) es reagrupen de la següent manera: Justícia amb Benestar Social, Administració Pública amb Hisenda i Governació segueix amb estructura pròpia. El 2012 s'escomet un canvi al Consell de la Generalitat per tal d'agrupar Governació amb Justícia.
El 2015 les conselleries de Justícia i Administració Pública s'integren sota la conselleria de Justícia, Administració Pública, Reformes Democràtiques i Llibertats Públiques mentre que les competències d'Interior s'integren en presidència de la Generalitat. En la següent legislatura (2019-2023) s'agrupen els tres departaments amb la consellera Gabriela Bravo al capdavant.
A partir de 2023 aquestos departaments tornen a desagregar-se en diferents conselleries.

## Llista de conselleres i consellers
| # | Legislatura                                                     | Nom                                                             | Nom                                                             | Inici mandat                                                    | Fi mandat                                                       | Partit polític                                                  | Partit polític                                                  |
| Conselleria de Justícia i Administracions Públiques (1999-2005)                                           | Conselleria de Justícia i Administracions Públiques (1999-2005) | Conselleria de Justícia i Administracions Públiques (1999-2005) | Conselleria de Justícia i Administracions Públiques (1999-2005) | Conselleria de Justícia i Administracions Públiques (1999-2005) | Conselleria de Justícia i Administracions Públiques (1999-2005) | Conselleria de Justícia i Administracions Públiques (1999-2005) | Conselleria de Justícia i Administracions Públiques (1999-2005) |
| --- | --------------------------------------------------------------- | --------------------------------------------------------------- | --------------------------------------------------------------- | --------------------------------------------------------------- | --------------------------------------------------------------- | --------------------------------------------------------------- | --------------------------------------------------------------- |
| 1 | V                                                               |                                                                 | Serafín Castellano Gómez                                        | 23 de juliol de 1999                                            | 22 de maig de 2000                                              |                                                                 | PP                                                              |
| 2 | V                                                               |                                                                 | Carlos González Cepeda                                          | 22 de maig de 2000                                              | 21 de juny de 2003                                              |                                                                 | PP                                                              |
| 3 | VI                                                              |                                                                 | José Víctor Campos Guinot                                       | 21 de juny de 2003                                              | 27 d'agost de 2004                                              |                                                                 | PP                                                              |
| Conselleria de Justícia, Interior i Administració Pública (2005-2007)                                     |                                                                 |                                                                 |                                                                 |                                                                 |                                                                 |                                                                 |                                                                 |
| 4 | VI                                                              |                                                                 | Miguel Peralta Viñes                                            | 27 d'agost de 2004                                              | 29 de juny de 2007                                              |                                                                 | PP                                                              |
| Dissolta (2007-2015)                                                                                      |                                                                 |                                                                 |                                                                 |                                                                 |                                                                 |                                                                 |                                                                 |
| Conselleria de Justícia, Administració Pública, Reformes Democràtiques i Llibertats Públiques (2015-2019) |                                                                 |                                                                 |                                                                 |                                                                 |                                                                 |                                                                 |                                                                 |
| Conselleria de Justícia, Interior i Administració Pública (2019-2023)                                     |                                                                 |                                                                 |                                                                 |                                                                 |                                                                 |                                                                 |                                                                 |
| 5 | X                                                               |                                                                 | Gabriela Bravo Sanestanislao                                    | 30 de juny de 2015                                              | 7 de juliol de 2023                                             |                                                                 | Independent                                                     |
| Dissolta (2023- )                                                                                         |                                                                 |                                                                 |                                                                 |                                                                 |                                                                 |                                                                 |                                                                 |